# Līmūndeh
Līmūndeh (persiska: ليمونده) är en ort i Iran.   Den ligger i provinsen Mazandaran, i den norra delen av landet, 230 km öster om huvudstaden Teheran. Līmūndeh ligger 1 576 meter över havet och antalet invånare är 113.
Terrängen runt Līmūndeh är kuperad västerut, men österut är den bergig. Runt Līmūndeh är det ganska tätbefolkat, med 111 invånare per kvadratkilometer. Närmaste större samhälle är Samchūl, 13,1 km nordväst om Līmūndeh. Trakten runt Līmūndeh består i huvudsak av gräsmarker.